# Vladimir Niculescu
Vladimir Niculescu (n. 26 septembrie 1987, București, România) este un fotbalist român care a jucat la Universitatea Cluj pe postul de portar.

## Cariera
Și-a făcut debutul în Liga I pe data de 20 august 2010 în meciul Sportul Studențesc - CFR Cluj.